# Unisonic
Gli Unisonic sono un gruppo power metal tedesco, formatosi nel 2009 per iniziativa del cantante Michael Kiske (ex-Helloween), del bassista Dennis Ward e del batterista Kostas Zafiriou.

## Storia del gruppo
I tre avevano già lavorato insieme nel progetto Place Vendome, ed infatti dopo il loro secondo album decisero di continuare la collaborazione formando un'altra band.
Alla chitarra venne suggerito il nome di Mandy Meyer (ex-Krokus) e nel giugno 2010 il gruppo intraprese il suo primo tour, suonando anche allo Sweden Rock Festival e nel Masters of Rock.
Nel marzo 2011 Kai Hansen (Gamma Ray, ex-Helloween) si aggiunse alla chitarra e nel gennaio successivo il gruppo pubblicò il suo primo EP, Ignition.
L'album di debutto Unisonic è stato pubblicato il 30 marzo 2012.
Nello stesso anno la band parte per il suo primo tour mondiale suonando in Sud America e in vari festival musicali europei, come: Masters of Rock, Hellfest, Rock Hard e Gods of Metal tra gli altri. La seconda metà del tour si svolse fra Giappone, Taiwan, Corea, Russia, Spagna e Germania.
Nel maggio 2014 la band pubblica il secondo EP: For the Kingdom. Il singolo estratto è Exceptional, il cui videoclip viene distribuito a luglio, mentre il loro secondo album, Light of Dawn, viene pubblicato il 1º agosto 2014. Il disco entra in diverse classifiche musicali internazionali, affermandosi in una buona posizione nei seguenti paesi: Finlandia, Germania, Svizzera, Repubblica Ceca e Giappone.
Nello stesso anno la band si imbarca per il tour estivo, esibendosi nuovamente al Masters Of Rock, Leyendas del Rock, Moscow Metal Meeting e Bang Your Head tra gli altri. A questo tour ne seguì un altro in Giappone ed Europa, assieme agli Edguy, che si concluse al Knock Out Festival nel dicembre 2014.
Il 5 Agosto 2016 la band si esibisce per la prima volta al Wacken Open Air Festival, da questa performance viene tratto il primo album dal vivo della band, Live in Wacken, che verrà pubblicato il 21 luglio 2017.
Sempre nel 2016 il batterista Kostas Zafiriou annuncia di ritirarsi dalle scene, pertanto lascia vacante il suo posto all'interno della band, restando comunque coinvolto professionalmente in veste di manager.

## Formazione
- Michael Kiske - voce
- Kai Hansen - chitarra
- Mandy Meyer - chitarra
- Dennis Ward - basso

Membri precedenti
- Kosta Zafiriou - batteria (2009–2016)

## Discografia

### Album in studio
- 2012 – Unisonic
- 2014 – Light of Dawn

### Album dal vivo
- 2017 – Live in Wacken

### EP
- 2012 – Ignition
- 2014 – For the Kingdom